# Billy West
Pour les articles homonymes, voir West et Billy West (acteur).
Billy West est un acteur américain né le 16 avril 1952 à Détroit, dans le Michigan (États-Unis).

## Biographie
D’origine irlandaise, Billy West est très tôt diagnostiqué autiste et TDAH,.
En 1976, West faisait partie d'un groupe de oldies appelé The Shutdowns. West a travaillé à WBCN à Boston, exécutant des routines comiques quotidiennes sur l'émission The Big Mattress, puis a déménagé à New York en 1984 à 1988, travaillant à K-Rock Radio (92,3 FM WXRK). West est devenu un habitué de The Howard Stern Show à cette époque jusqu'à son départ en 1995, où il a été remarqué pour ses imitations de Three Stooges intermédiaire Larry Fine, Reds de Cincinnati propriétaire Marge Schott et rédacteur en chef de Stern Jackie Martling. West a déménagé à Los Angeles.

## Filmographie

### Comme acteur
- 1990 : Big House Blues : Stimpson J. « Stimpy » Cat (voix)
- 1991 : Doug (série télévisée) : Douglas 'Doug' Yancy Funnie / Roger M. Klotz (voix)
- 1991 : Ren et Stimpy ("The Ren & Stimpy Show") (série télévisée) : Stimpson J. "Stimpy" Cat (1991-1996) / Ren Höek (1992-1996) / Mr. Horse (1992-1996) / Svën Höek (1992) / "hey, It's That Guy" (1991-1995) / Mr. Pipe (1991-1993) / Others (1991-1996) (voix)
- 1995 : Phobophilia: The Love of Fear (téléfilm) (voix)
- 1996 : Jumanji (série télévisée) : Additional Voices / Monkey (I) (voix)
- 1996 : Project G.e.e.K.e.R. (série télévisée) : Geeker (voix)
- 1996 : Le Laboratoire de Dexter (série télévisée) : Additional Voices (voix)
- 1996 : Bienvenue chez Joe (Joe's Apartment) de John Payson : Ralph Roach (voix)
- 1996 : Space Jam (Basket spatial) : Bugs Bunny / Elmer Fudd (voix)
- 1997 : Extrême Ghostbusters (série télévisée) : Slimer / Mayor McShane (voix)
- 1997 : Le Monde fou de Tex Avery (série télévisée) : Tex Avery, Freddy the Fly, Sagebrush Kid (voix)
- 1997 : Tamagotchi Video Adventures (vidéo) : Voice Actor
- 1997 : The Weird Al Show (série télévisée) : Announcer / Various characters (voix)
- 1998 : Toonsylvania (série télévisée) (voix)
- 1998 : Histeria! (série télévisée) : Confucious / Benjamin Franklin / Additional Voices (voix)
- 1998 : Les Supers Nanas (1998) (série télévisée) : Additional Voices (voix)
- 1998 : Perdus à Atlantis (Escape from Atlantis) (téléfilm) : Voice Characterizations
- 1998 : Voltron: The Third Dimension (série télévisée) : Pidge(voix)
- 1998 : Scooby-Doo sur l'île aux zombies (Scooby-Doo on Zombie Island) (vidéo) : Norville 'Shaggy' Rogers (voix)
- 1999-2003 / 2007-2009 / 2010-2013 / 2023-  : Futurama (série télévisée) : Philip J. Fry, Professeur Hubert Farnsworth, Docteur Zoidberg, Zapp Brannigan (voix)
- 1999 : Detention (série télévisée) : Emmitt Roswell (voix)
- 1999 : Les aventures de Rayman (série télévisée) : Rayman (voix)
- 1999 : The New Woody Woodpecker Show (série télévisée) : Woody Woodpecker / Wally Walrus / Smedley / Doug Knutts (voix)
- 1999 : Queer Duck (série télévisée) : Bi-Polar Bear / Other Characters (voix)
- 1999 : The Magician (série télévisée) : Cosmo Cooper (voix)
- 1999 : Olive, the Other Reindeer (téléfilm) : Mr. Eskimo (voix)
- 1999 : Fantasia 2000 : Additional Voices (voix)
- 2000 : Poochini's Yard (série télévisée) : Poochini, Walter White, Mr. Garvey, Lockjaw (voix)
- 2000 : Dinosaure (Dinosaur) : Additional Voices (voix)
- 2000 : Les Razmokets à Paris - Le film (Rugrats in Paris: The Movie - Rugrats II) : Sumo Singer (voix)
- 2001 : Invader Zim (série télévisée) : Invader ZIM (pilot episode) (voix)
- 2001 : Comme chiens et chats (Cats & Dogs) : Ninja Cat (Devon Rex) (voix)
- 2001 : Horrible Histories (série télévisée) : Stitch, Narrator, Misc (voix)
- 2001 : Jimmy Neutron: Un garçon génial (Jimmy Neutron: Boy Genius) : Poultra / Girl Eating Plant / Oyster / Yokian Officer / Jailbreak Cop / Guard / Robobarber / Anchor Boy / Old Man Johnson / Flurp Announcer / Bobby's Twin Brother / Butch (voix)
- 2002 : Tom et Jerry et l'Anneau magique (Tom and Jerry: The Magic Ring) (vidéo) : Freddie (voix)
- 2002 : Super Santa in Vegetation (téléfilm) : Dr. Miranda, Kid, Potato (voix)
- 2003 : Aero-troopers (Aero-Troopers: The Nemeclous Crusade) (vidéo) (voix)
- 2003 : My Generation G… G… Gap : Porky Pig (voix)
- 2003 : Looney Tunes: Stranger Than Fiction (vidéo) : Elmer Fudd (voix)
- 2003 : Looney Tunes: Reality Check (vidéo) : Elmer Fudd (voix)
- 2003 : Les Looney Tunes passent à l'action (Looney Tunes: Back in Action) : Elmer Fudd / Peter Lorre (voix)
- 2003 : Le Musée des malheurs (Museum Scream) : Tweety (voix)
- 2004 : Le lapin tire son épingle du jeu (Hare and Loathing in Las Vegas) : Bugs Bunny (voix)
- 2004 : Comic Book: The Movie (vidéo) : Leo Matuzik
- 2004 : Creature Unknown : Voice of the Creature (voix)
- 2004 : Jimmy Neutron: You Bet Your Life Form (téléfilm) : Sam / Corky Shumatsu (voix)
- 2004 : Popeye's Voyage: The Quest for Pappy (vidéo) : Popeye / Pappy (voix)
- 2005 : What's Hip, Doc? : Bugs Bunny / Elmer Fudd (voix)
- 2005 : Daffy Contractor : Porky Pig (voix)
- 2005 : Deep Sea Bugs : Bugs Bunny (voix)
- 2005 : Scheme Park : Porky Pig (voix)
- 2005 : Badda Bugs : Bugs Bunny (voix)
- 2005 : Guess Who's Coming to Meet the Parents : Bugs Bunny (voix)
- 2005 : Tom et Jerry: La course de l'année (Tom and Jerry: The Fast and the Furry) (vidéo) : Biff Buzzard / President of Hollywood / Squirty (voix)
- 2005 : Tom et Jerry : Destination Mars (Tom and Jerry Blast Off to Mars) (vidéo) : major Biff Buzzard
- 2005 : Cool Attitude, le film (The Proud Family Movie) (téléfilm) : Board Member / Cab Driver (voix)
- 2006 : Georges le petit curieux (Curious George) : Manager (voix)
- 2013: Teen Titans Go! : Stavros Petrakis (voix)
- 2016 : Popeye 3D : Poopdeck Pappy (voix)
- 2018-présent : Désenchantée (Disenchantment) : (voix)
- 2020 : Scooby ! (Scoob!) de Tony Cervone : Diabolo (voix)

### Comme producteur
- 2004 : Comic Book: The Movie (vidéo)

### Comme compositeur
- 2004 : Comic Book: The Movie (vidéo)

### Comme réalisateur
- 2003 : Pet Star (série télévisée)

## Anecdotes
Dans l'épisode 18 de la saison 06 Le Silence des robots de Futurama, le personnage de Bender Tordeur Rodríguez prend l'identité d'un certain Billy West. Le personnage de Philip J. Fry, doublé par le vrai Billy West, répond alors : « That it is a stupid fake name! », traduit dans la série en français par : « Quel faux nom bidon ! ».